# Federico Caprilli

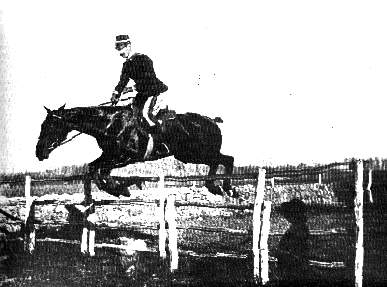
Federico Caprilli

Federico Caprilli (* 7. April 1868 in Livorno; † 6. Dezember 1907 in Pinerolo) war Rittmeister der italienischen Armee und Ausbilder an italienischen Kavallerieschulen. Er gilt als Wegbereiter des sogenannten leichten Springsitzes im Pferdesport.
Bis zum Ende des 19. Jahrhunderts war im Springreiten ein Sitz üblich, bei dem der Reiter weit zurückgelehnt im Sattel saß und die Füße nach vorn streckte, um sich bei der Landung gut abstützen zu können. Bereits vor Caprilli waren Reiter darauf gekommen, einen vorgebeugten leichten Sitz, bei dem der Reiter knapp über dem Sattel in den Steigbügeln steht, einzunehmen, der es ihnen erlaubte, der Pferdebewegung zu folgen und im Sprung den Rücken des Pferdes zu entlasten, aber erst Caprilli konnte durch seinen Unterricht diesen neuen Sitz durchsetzen. Um die Überlegenheit dieses Sitzes zu beweisen, stellte er 1902 in Turin mit 2,08 m einen neuen Hochsprungrekord auf.
Caprilli starb 1907 bei einem harmlos erscheinenden Sturz.

## Philosophie seiner Reitweise
Für Caprilli war der neue Sitz Mittel zum Zweck. Der Zweck war ein natürliches Gleichgewicht des Pferdes, das vom Reiter nicht gestört werden sollte. Dadurch sollten Reiter und Pferd sich im Gelände mit möglichst wenig Anstrengung bewegen können.
Zitate aus Santini: Caprilli Dokumente, Quadriga Verlag
- Seite 34: Ich halte dafür, daß wir uns bemühen müssen, ein Pferd so zu belassen, wie die Natur es gemacht hat, ohne seine Natur oder Kopfhaltung zu ändern
- Seite 35: Dressur und Kampangereiten sind meiner Meinung nach völlige Gegensätze. Das eine schließt das andere aus und zerstört es.

Mehrere europäische und die amerikanische Kavallerie orientierten sich am System Caprilli.

## Caprilli im heutigen Reitsport
Es gibt auch einen Wettbewerb, welcher nach Frederico Caprilli bezeichnet ist. Den Caprilli-Test. Dieser „Test“ ist eine Mischung aus dem Spring- und Dressurreiten, wo der Reiter vor allem mit seinem Pferd harmonisch agieren soll. Hierbei wird der Test in 3 verschiedenen Schwierigkeitsstufen unterteilt. Im 1. Grad findet mal Trabstangen, welche im leichten Sitz geritten werden müssen, kleine Kreuze und grundlegende Hufschlagfiguren wie „Auf dem Zirkel geritten“ oder „Durch die ganze Bahn wechseln“. Im 2. Grad findet man neben den Trabstangen und den grundlegenden Hufschlagfiguren, kleine Steilsprünge und erweiterte Dressuraufgaben. Die Sprünge sind hier bis zu 60 cm hoch. Im 3. und schwierigsten Grad gibt es keine Trabstangen mehr und erhöhte Dressurlektionen wie Rückwärtsrichten, welche zur Überprüfung des Gehorsams da sind. Hier haben die Sprünge eine Höhe zwischen 60 cm und 70 cm.